# SummerSlam (2013)
SummerSlam 2013 a fost cea de-a douozecișișasea ediție a pay-per-view-ului anual SummerSlam organizat de World Wrestling Entertainment. Evenimentul a avut loc pe 18 august 2013 și a fost găzduit de Staples Center în Los Angeles, California. Sloganul oficial a fost "Reach for the Stars" interpretată de Major Lazer cu Wyclef Jean.

## Rezultate
- Kick-off: Rob Van Dam a învins Campionul Statelor Unite Dean Ambrose prin descalificare 
  - Ambrose a fost descalificat după un «Spear» a lui Roman Reigns pe Van Dam.
- Bray Wyatt (însoțit de Erick Rowan & Luke Harper) l-a învins pe Kane într-un Ring of Fire Match (7:49)
  - Wyatt l-a numărat pe Kane după un «Sister Abigail». După meci, Familia Wyatt l-a atacat pe Kane.
- Cody Rhodes l-a învins pe Damien Sandow (6:40)
  - Rhodes l-a numărat pe Sandow după un «Cross Rhodes».
- Alberto del Rio l-a învins pe Christian păstrându-și titlul WWE World Heavyweight Championship (12:29)
  - Del Rio l-a făcut pe Christian să cedeze cu un «Cross Armbreaker».
- Natalya (însoțită de Cameron & Naomi) a învins-o pe Brie Bella (însoțită de Nikki Bella & Eva Marie) (5:19)
  - Natalya a făcut-o pe Brie să cedeze cu un «Sharpshooter».
- Brock Lesnar (însoțit de Paul Heyman) l-a învins pe CM Punk într-un No Disqualification Match (25:17)
  - Lesnar l-a numărat pe Punk după un «F-5» pe un scaun.
  - În timpul meciului, Heyman a intervenit în favoarea lui Lesnar.
- Dolph Ziggler & Kaitlyn i-au învins pe Big E Langston și AJ Lee (6:12)
  - Ziggler l-a numărat pe Langston după un «Zig Zag».
- Daniel Bryan l-a învins pe John Cena (cu Triple H arbitru special) câștigând titlul WWE Championship (26:55)
  - Lesnar l-a făcut pe HHH să cedeze după un «Kimura Lock».
- Randy Orton l-a învins pe Daniel Bryan (cu Triple H arbitru special) câștigând titlul WWE Championship (00:08)
  - Orton l-a numărat pe Bryan după un «Pedigree» a lui Triple H.
  - Orton și-a folosit servieta Money in the Bank All-Stars.